# Tyszowce (gromada)
Tyszowce – dawna gromada, czyli najmniejsza jednostka podziału terytorialnego Polskiej Rzeczypospolitej Ludowej w latach 1954–1972.
Gromady, z gromadzkimi radami narodowymi (GRN) jako organami władzy najniższego stopnia na wsi, funkcjonowały od reformy reorganizującej administrację wiejską przeprowadzonej jesienią 1954 do momentu ich zniesienia z dniem 1 stycznia 1973, tym samym wypierając organizację gminną w latach 1954–1972.
Gromadę Tyszowce z siedzibą GRN w Tyszowcach (wówczas wsi) utworzono – jako jedną z 8759 gromad na obszarze Polski – w powiecie tomaszowskim w woj. lubelskim na mocy uchwały nr 16 WRN w Lublinie z dnia 5 października 1954. W skład jednostki weszły obszary dotychczasowych gromad Tyszowce, Zamłynie, Dębina, Wojciechówka, Podbór, Klątwy wieś, Klątwy kol. i Mikulin ze zniesionej gminy Tyszowce w tymże powiecie. Dla gromady ustalono 14 członków gromadzkiej rady narodowej.
1 stycznia 1960 do gromady Tyszowce włączono wieś i kolonię Czartowiec oraz wieś Soból ze zniesionej gromady Czartowiec, a także wieś i kolonię Przewale oraz kolonie Przewale-Kaliwy i Zielone ze zniesionej gromady Zubowice – w tymże powiecie.
31 grudnia 1961 do gromady Tyszowce włączono wieś Niedźwiedzia Góra (składającą się z byłej kolonii Płozów i Przewale) z gromady Wożuczyn w tymże powiecie.
Gromada przetrwała do końca 1972 roku, czyli do kolejnej reformy gminnej. 1 stycznia 1973 w powiecie tomaszowskim reaktywowano gminę Tyszowce.